# 조광원
조광원(曺光遠, 1492년 ~ 1573년) 조선의 문신이다. 본관 창녕(昌寧)이고, 자는 회보(晦甫)이다.
1528년 별시문과(別試文科)에 병과로 급제하여 이후 예조참의, 좌승지, 도승지, 병조참의·공조참의 등을 지냈다. 1551년 평안도관찰사 재임 시절 평안도병마절도사 방호의(方好義)와 함께 언관들의 탄핵을 받았으나 명종이 윤허하지 않았다. 1558년(명종 13년) 11월 23일 우찬성에 제수되었다. 시호는 충경(忠景)이다.

## 가족 관계
- 할아버지 : 조구서(曺九叙)
  - 아버지 : 조계상(曺繼商)
  - 어머니 : 이의무(李宜茂)의 딸
  - 부인 : 영월 신씨 - 신여걸(辛汝傑)의 딸로, 정종(定宗)의 8남 임언군(林堰君)의 외손녀 
    - 장남 : 조대건(曺大乾, 1521 ~ ?)
    - 며느리 : 무송 윤씨 - 윤관(尹瓘)의 딸
      - 손자 : 조경인(曺景仁)
      - 손녀 : 조어화(曺於火, 1551 ~ ?)

    - (첩)며느리 : 미상
      - 서손녀 : 정승희(鄭承禧)의 처
      - 서손녀 : 남언순(南彦純)의 처
      - 서손녀 : 안종남(安宗男)의 처

    - 차남 : 조대곤(曺大坤, 1524 ~ ?)
    - 며느리 : 전주 이씨 - 석양부수 이란(石陽副守 李鸞)의 딸 
      - 손녀 : 조개시(曺介屎, 1541 ~ ?)
      - 손자 : 조희인(曺希仁, 1544 ~ ?)

    - (첩)며느리 : 미상
      - 서손자 : 조안인(曺安仁)
      - 서손자 : 조호인(曺好仁)
      - 서손자 : 조수인(曺守仁)

    - 장녀 : 울산 박씨 판관(判官) 박의남(朴宜男)의 처
      - 외손자 : 박종서(朴宗緖)
      - 외손자 : 박원서(朴元緖)
      - 외손자 : 박승서(朴承緖)
      - 외손녀 : 안상충(安尙忠)의 처
      - 외손녀 : 남양 홍씨 판서(判書) 호성공신(扈聖功臣) 당흥부원군(唐興府院君) 홍진(洪進,  1541 ~ 1616)의 처
      - 외손녀 : 김굉(金紘)의 처

    - 차녀 : 함양 오씨 첨사(僉使) 오임(吳任)의 처
    - 3녀 : 현감(縣監) 정잠(鄭潜)의 처
      - 외손자 : 정희준(鄭希俊)

    - 4녀 : 전의 이씨 군수(郡守) 이경윤(李景潤)의 처
      - 외손자 : 이효길(李孝吉, 1571 ~ ?)
      - 외손자 : 이제길(李悌吉)
      - 외손녀 : 거창 신씨 신창문(愼昌門)의 처
      - 외손녀 : 평산 신씨 신순일(申純一)의 처
      - 외손녀 : 허신(許信)의 처
      - 외손녀 : 조영해(趙瀛海)의 처
      - 외손녀 : 진주 강씨 강홍덕(姜弘德)의 처